# Ратнавати, Анни
Анни Ратнавати (индон. Anny Ratnawati; род. 24 февраля 1962) — индонезийский учёный и экономист; также была заместителем министра финансов Индонезии.

## Образование
В 1985 году она получила степень бакалавра на факультете агробизнеса «Богорского сельскохозяйственного университета». В 1989 году степень магистра по направлению экономики сельского хозяйства в «Богорском сельскохозяйственном институте». В 1996 году получила докторскую степень по направлению экономики сельского хозяйства в «Богорском сельскохозяйственном институте»..

## Карьера
С 1987 года она работает лектором по экономике и управлению в Богорском сельскохозяйственном институте. В 2008—2011 годах Анни занимала должность генерального директора по бюджету Министерства финансов Республики Индонезии. В 2012—2014 годах была заместителем председателя наблюдательной комиссии «SKK Migas» (целевая группа по добыче нефти и газа в бизнесе). В 2012—2014 годах член Совета уполномоченного по финансовым услугам «Управления ex-Officio» от Министерства финансов. В 2010—2014 годах заместитель министра финансов в Министерстве финансов Республики Индонезии.